# Pilogalumna arabica
Pilogalumna arabica är en kvalsterart som beskrevs av Bayoumi och Al-Khalifa 1986. Pilogalumna arabica ingår i släktet Pilogalumna och familjen Galumnidae. Inga underarter finns listade i Catalogue of Life.